# Bambusowiec chiński
Bambusowiec chiński (Rhizomys sinensis) – gatunek ssaka z podrodziny bambusowców (Rhizomyinae) w obrębie rodziny ślepcowatych (Spalacidae).

## Zasięg występowania
Bambusowiec chiński występuje w południowej Azji zamieszkując w zależności od podgatunku:
- R. sinensis sinensis – południowo-wschodni Junnan, Kuangsi i Guangdong (południowa Chińska Republika Ludowa).
- R. sinensis davidi – południowe Chongqing, południowe Hubei, Anhui, Zhejiang, południowe Kuejczou, Hunan, Jiangxi, Fujian i północno-wschodni Guangdong (środkowa i południowo-wschodnia Chińska Republika Ludowa).
- R. sinensis pediculus – zachodni Junnan (południowo-zachodnia Chińska Republika Ludowa).
- R. sinensis reductus – północny Wietnam.
- R. sinensis vestitus – południowe Gansu, południowe Shaanxi, Syczuan, północny Chongqing i północne Hubei (środkowa Chińska Republika Ludowa).
- R. sinensis wardi – północno-zachodni Junnan (południowo-zachodnia Chińska Republika Ludowa) i północna Mjanma.

## Taksonomia
Gatunek po raz pierwszy zgodnie z zasadami nazewnictwa binominalnego opisał w 1831 roku angielski zoolog John Edward Gray nadając mu nazwę Rhizomys sinensis. Holotyp pochodził z pobliża Guangzhou, w Guangdongu, w Chinach.
We wcześniejszych ujęciach systematycznych traktowany jako członek podrodzaju Rhizomys, ale analizy filogenetyczne wykazały, że wszystkie istniejące gatunki z rodzaju Rhizomys są bardzo blisko spokrewnione. Podgatunek wardi był potraktowany jako odrębny gatunek z formą neowardi jako nowym podgatunkiem. Podgatunek vestitus również bywa też traktowany jako odrębny gatunek. Te podejście nie zostały przyjęte w niedawnym przeglądzie taksonomicznym, ale obecność wielu gatunków w obrębie tego, co jest obecnie uznawane za S. sinensis, wydaje się prawdopodobna. Autorzy Illustrated Checklist of the Mammals of the World rozpoznają sześć podgatunków.

### Etymologia
- Rhizomys: gr. ῥιζα rhiza „korzeń”; μυς mus, μυος muos „mysz”[14].
- sinensis: nowołac. Sinensis „chiński”, od Sina „Chiny”, od późnołac. Sinae „chiński”, od gr. Σιναι Sinai „chiński”[15].
- davidi: Jean Pierre Armand David (1826-1900), francuski misjonarz z Chin w latach 1858–1874, przyrodnik[16].
- pediculus: łac. pediculus „stópka”, od pes, pedis „stopa”, od gr. πους pous, ποδος podos „stopa”; łac. przyrostek zdrabniający -ulus[17].
- reductus: łac. reductus „odległy, daleki”, od reducere „odprowadzić z powrotem”[15].
- vestitus: łac. vestitus „ubrany, strojny”, od vestire „ozdobić”, od vestis „część garderoby, odzież”[15].
- wardi: kpt. Francis Kingdon Ward (1885–1958) British Army, angielski botanik, podróżnik, kolekcjoner, pisarz[18].

## Morfologia
Długość ciała (bez ogona) 216–450 mm, długość ogona 50–96 mm; masa ciała 1,9 kg.